# Бахта
Бахта́ (рос. Бахта) — село у складі Єльцовського району Алтайського краю, Росія. Входить до складу Пуштулімської сільської ради.

## Населення
Населення — 26 осіб (2010; 35 у 2002).
Національний склад (станом на 2002 рік):
- росіяни — 91 %